# Giro di Campania 1972
Il Giro di Campania 1972, quarantesima edizione della corsa, si svolse il 30 marzo 1972 su un percorso di 230 km. La vittoria fu appannaggio dell'italiano Franco Bitossi, che completò il percorso in 6h14'00" precedendo i connazionali Marcello Bergamo ed Italo Zilioli.

## Ordine d'arrivo (Top 10)
| Pos. | Corridore          | Squadra   | Tempo    |
| ---- | ------------------ | --------- | -------- |
| 1    | Franco Bitossi     | Filotex   | 6h14'00" |
| 2    | Marcello Bergamo   | Filotex   | a 22"    |
| 3    | Italo Zilioli      | Salvarani | a 23"    |
| 4    | Michele Dancelli   | Scic      | a 42"    |
| 5    | Josef Fuchs        | Filotex   | a 1'18"  |
| 6    | Gösta Pettersson   | Ferretti  | a 1'31"  |
| 7    | Davide Boifava     | Zonca     | a 1'37"  |
| 8    | Marino Basso       | Salvarani | a 2'03"  |
| 9    | Roger De Vlaeminck | Dreher    | a 2'37"  |
| 10   | Gianni Motta       | Ferretti  | a 2'48"  |